# 枞阳县浮山中学
安徽省浮山中学，简称浮山中学，是安徽省铜陵市的一所高级中学，为安徽省示范高中。

## 校史
浮山中学创办于1924年，始为浮山图书馆附属小学。1928年，增设初中。1946年，增设高中部，成为一所完全中学。1955年，学校被定为安庆地区重点初中。1978年，学校被重新确定为安庆地区重点中学。1988年，安庆地市合并，学校转为安庆市重点中学。1999年，初中部停止招生。2005年4月，学校被批准为省级示范高中。

## 现状
学校占地180多亩，在校学生3400多人。有教职工200余人，其中特级教师4人，高级职称教师76人，全国先进工作者1人，全国优秀教师2人。

## 知名校友
- 汪旭光：中国工程院院士
- 陆大道：中国科学院院士
- 吴慰慈：北京大学资深教授
- 左延安：曾任安徽江淮汽车集团董事长
- 高良玉：曾任南方基金总经理
- 曹建国：现任中国航空发动机集团有限公司董事长